# Sampués
Sampués ist eine Gemeinde (municipio) im Departamento Sucre in Kolumbien.

## Geographie
Sampués liegt im Westen von Sucre, in der Subregion Sabanas, 17 km von Sincelejo entfernt, auf einer Höhe von 160 m ü. NN und hat eine Jahresdurchschnittstemperatur von 26 bis 29 °C. Die Gemeinde grenzt im Norden an Sincelejo, im Süden an Chinú im Departamento de Córdoba, im Osten an Corozal und El Roble und im Westen an San Andrés de Sotavento in Córdoba.

## Bevölkerung
Die Gemeinde Sampués hat 38.487 Einwohner, von denen 21.613 im städtischen Teil (cabecera municipal) der Gemeinde leben (Stand: 2019).

## Geschichte
Das Gebiet des heutigen Sampués war vor der Ankunft der Spanier bereits vom indigenen Volk der Zenú besiedelt, die in der Folge im Encomienda-System ausgebeutet wurden. Im Jahr 1610 gab Alonso de Padilla dem Gebiet den Namen San Juan Evangelista de Sampués, das sich in der Folge als Reservat etablierte. Nach der Unabhängigkeit Kolumbiens wurde Sampués zu einem Distrikt und 1921 zu einer Gemeinde. Das ursprüngliche Indianerreservat wurde 1920 aufgelöst und das Land versteigert. Heute existiert auf dem Gebiet der Gemeinde wieder ein Indianerreservat.

## Wirtschaft
Die wichtigsten Wirtschaftszweige von Sampués sind Landwirtschaft, Rinder- und Milchproduktion. Im industriellen Sektor herrschen kleine Firmen vor.